# Forel, Fribourg
För andra betydelser, se Forel.
Forel är en ort och tidigare kommun i distriktet Broye i kantonen Fribourg, Schweiz.
1 januari 2006 slogs Forel ihop med Autavaux och Montbrelloz till den nya kommunen Vernay. Sedan 1 januari 2017 är orten en del av kommunen Estavayer.